# انسولین دگلودک
انسولین دگلودک(به انگلیسی: Insulin degludec) (INN /USAN) یک آنالوگ انسولین بسیار طولانی اثر است که توسط نوو نوردیسک با نام تجاری Tresiba ساخته شده‌است. این دارو به شکل تزریق زیر جلدی و یک بار در روز تجویز می‌شود تا به بیمار مبتلا به دیابت در کنترل سطح قند خون کمک کند. مدت زمان اثرگذاری این نوع انسولین تا ۴۲ ساعت طول می‌کشد (در مقایسه با سایر انسولین‌های طولانی اثر همچون انسولین گلارژین و انسولین دتمیر که ۱۸ تا ۲۶ اثر دارند). این موضوع موجب می‌شود تا بتوان از آن به صورت یک بار در روز استفاده کرد.
در سال ۲۰۱۷، این دارو با بیش از یک میلیون نسخه ، ۲۶۵مین داروی رایج در ایالات متحده بود.